# إل جوني
إل جوني (بالإنجليزية: El Joni)‏ هو كاتب أغاني أمريكي، ولد في 6 مايو 1992 في فينتورا في الولايات المتحدة.